# 小山城 (甲斐国)
小山城（こやまじょう）は、甲斐国（現在の山梨県笛吹市八代町高家（こうか））にあった日本の城。笛吹市指定史跡。高家小山城公園として整備されている。

## 概要

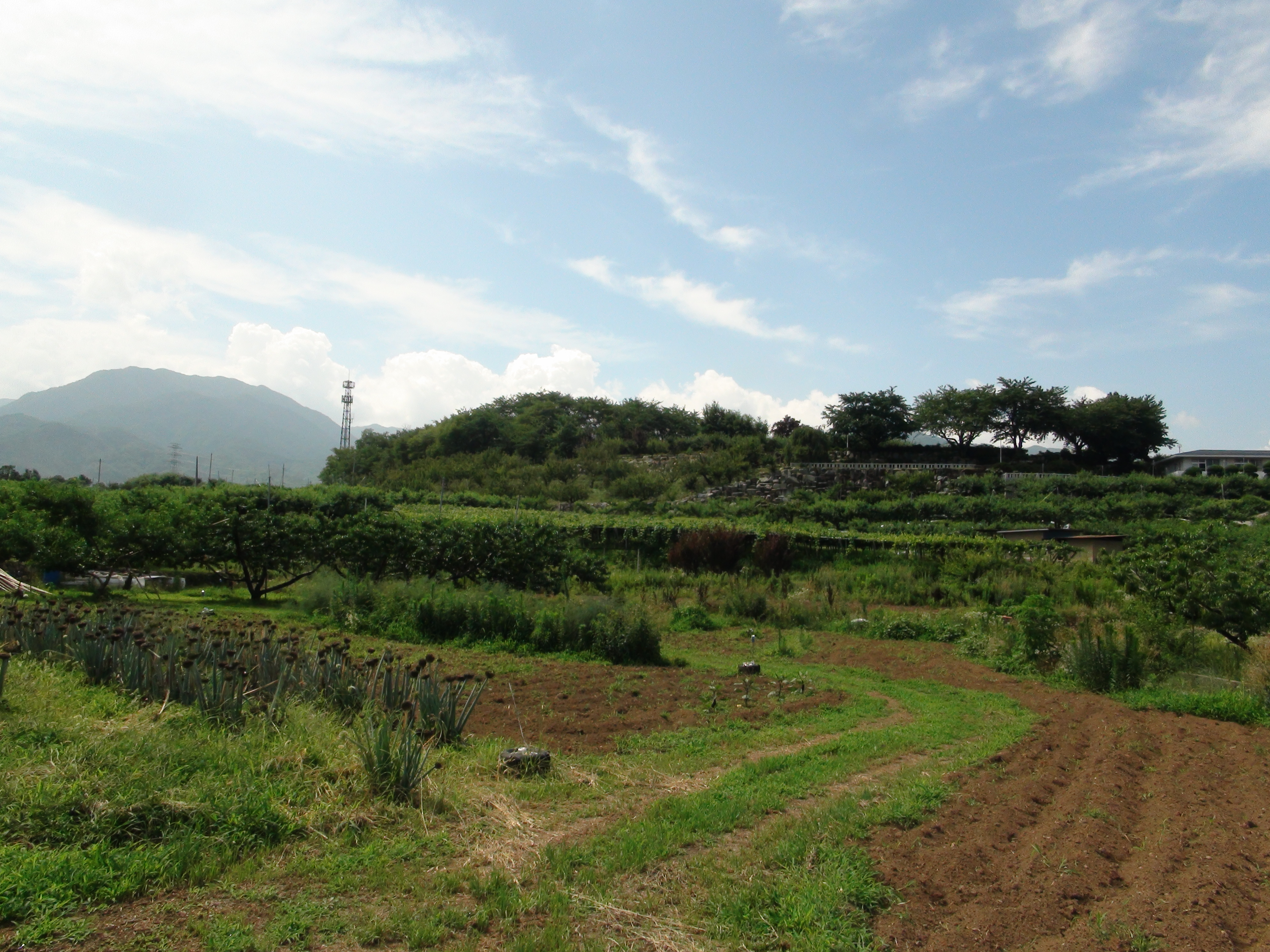
小山城遠景。2014年7月12日撮影。

所在する笛吹市八代町高家は甲府盆地南東に位置する。一帯は甲斐・駿河を結ぶ古道である鎌倉街道（御坂路）や若彦路に近接する交通の要衝となっている。小山城は浅川扇状地北端に近く、天川（てがわ）に面した河岸段丘上に立地する。
築城年代は不明だが、江戸後期に編纂された『甲斐国志』によれば、室町時代の宝徳2年（1450年）には河内領主・穴山氏の一族である穴山伊豆守が在城し、甲斐守護・武田信重と敵対したという。『甲斐国志』によれば、大永3年（1523年）3月13日には小山城主である「穴山伊予守信永」が鳥坂峠を越えて侵攻してきた「南部某」と戦い、花鳥山に布陣し小山城へ籠城するが敗退し、信永は常楽寺（笛吹市御坂町二ノ宮）に落ち延び自害したという。『甲斐国志』では「穴山伊予守信永」を穴山信懸の子息・信永に比定し、小山穴山氏を継承したと推定している。
天正10年（1582年）6月の天正壬午の乱では、相模国の北条氏直が郡内地方を制圧し、鎌倉街道などの交通路を押さえ、御坂峠に御坂城を築城した。『甲斐国志』によれば、これに対して徳川家康は家臣の鳥居元忠に小山城を修築させたという。